# Star Academy (Nederland)
Star Academy is een programmaformule ontwikkeld door de commerciële Franse televisiezender TF1. 
De Nederlandse zender Yorin besloot de formule over te nemen. Dit op basis van de successen van Starmaker een jaar eerder. De redactie stond onder leiding van Hummie van der Tonnekreek.
In Star Academy kregen jongeren een kans om hun talenten op diverse gebieden te ontwikkelen, waaronder theater, zang en dans. Zij werden daarin begeleid door vakmensen en moesten hun vorderingen tonen aan een jury. De kandidaten woonden, net als in Starmaker, in een eigen huis (het Big Brotherhuis in Almere, om zich zo volledig te kunnen richten op het programma. De kijker kon de verrichtingen van de kandidaten dagelijks volgen. Een belangrijk element in het programma was de mogelijkheid om op kandidaten te stemmen via sms. 
Danny Rook presenteerde de kick-off op 14 februari 2002. Een maand later, op 18 maart, haalde Yorin het programma wegens de lage kijkcijfers (190.000 kijkers per dag) van het scherm. De kandidaten kregen vervolgens een vergelijkbare opleiding aangeboden.

## Deelnemers
Bij Star Academy waren 12 kandidaten geselecteerd uit meer dan 3000 aanmeldingen. 
- Curt Fortin, werd in 2005 presentator bij BNN.
- Angela Esajas, won in 2006 Superster (talentenjacht voor presentatoren) en verdiende een contract bij de TROS.
- Sharon Wins, was voor het programma actief in de band Bogy Bogy en op televisie bij Call TV en Fox Kids.
- Karin Loeffen, presenteerde sport op televisie (L1), actief als singer-songwriter met Stephano DJ Superflex (prijs op Garageband).
- Joop Bonekamp, acteerde in de film Wild Romance (2006) en had gastrollen in Keyzer  & De Boer  Advocaten en Flikken Maastricht.
- Kimm Besselsen
- Jan-Dick, na het programma actief als singer-songwriter.
- Klaartje
- Jeroen
- Tessa
- Allan Eshuijs, na het programma actief als singer-songwriter.
- Etienne Poeder, speelde in 2004 in de musical The Lion King.